# Coleochaetium plicatum
Coleochaetium plicatum là một loài Rêu trong họ Orthotrichaceae. Loài này được (P. Beauv.) Besch. mô tả khoa học đầu tiên năm 1898.